# Звір (гірський потік)
Звір — гірський потік в Україні у Стрийському районі Львівської області. Правий доплив річки Рожанки (басейн Дністра).

## Опис
Довжина потоку приблизно 4 км, найкоротша відстань між витоком і гирлом — 3,41  км, коефіцієнт звивистості річки — 1,73 . Формується багатьма гірськими струмками.

## Розташування
Бере початок на південних схилах гори Магій (1281,4 м) у мішаному лісі. Тече переважно на північний захід і у селі Нижня Рожанка впадає у річку Рожанку, праву притоку річки Опору.

## Цікаві факти
- На правому берегу потоку на північній стороні розташоване заповідне урочище Рожанське[3].